# Пеміскот (округ, Міссурі)
Шаблон:StateAbbr_ 36°13′ пн. ш. 89°47′ зх. д. / 36.21° пн. ш. 89.78° зх. д.
Округ  Пеміскот (англ. Pemiscot County) — округ (графство) у штаті Міссурі, США. Ідентифікатор округу 29155.

## Історія
Округ утворений 1851 року.

## Демографія
За даними перепису 
2000 року 
загальне населення округу становило 20047 осіб, зокрема міського населення було 13117, а сільського — 6930.
Серед мешканців округу чоловіків було 9411, а жінок — 10636. В окрузі було 7855 домогосподарств, 5317 родин, які мешкали в 8793 будинках.
Середній розмір родини становив 3,1.
Віковий розподіл населення поданий у таблиці:
| Стать    | До 15 років | 15-21 | 22-29 | 30-39 | 40-49 | 50-65 | 65-85 | Понад 85 |
| -------- | ----------- | ----- | ----- | ----- | ----- | ----- | ----- | -------- |
| Чоловіки | 2566        | 998   | 865   | 1172  | 1295  | 1380  | 1016  | 119      |
| Жінки    | 2466        | 1034  | 1068  | 1306  | 1409  | 1509  | 1551  | 293      |

## Суміжні округи
- Нью-Мадрид — північ
- Лейк, Теннессі — північний схід за річкою Міссісіпі
- Даєр, Теннессі — південний схід за річкою Міссісіпі
- Міссіссіппі, Арканзас — південь
- Данкін — захід

## Виноски
1. ↑  U.S. Decennial Census. United States Census Bureau. Процитовано 18 листопада 2014.
2. ↑  Historical Census Browser. University of Virginia Library. Архів оригіналу за 11 серпня 2012. Процитовано 18 листопада 2014.
3. ↑  Population of Counties by Decennial Census: 1900 to 1990. United States Census Bureau. Процитовано 18 листопада 2014.
4. ↑  Census 2000 PHC-T-4. Ranking Tables for Counties: 1990 and 2000 (PDF). United States Census Bureau. Процитовано 18 листопада 2014.
5. ↑  State & County QuickFacts. United States Census Bureau. Архів оригіналу за 7 червня 2011. Процитовано 12 вересня 2013.(англ.) Наведено за англійською вікіпедією.
6. ↑  American FactFinder. Бюро перепису населення США. Архів оригіналу за 26 лютого 2012. Процитовано 31 січня 2008.

| США | Це незавершена стаття з географії США. Ви можете допомогти проєкту, виправивши або дописавши її. |